# Gymnoloma spuria
Gymnoloma spuria är en skalbaggsart som beskrevs av Louis Albert Péringuey 1902. Gymnoloma spuria ingår i släktet Gymnoloma och familjen Melolonthidae. Inga underarter finns listade i Catalogue of Life.